# Hiroshi Morita
Hiroshi Morita (født 18. maj 1978) er en tidligere japansk fodboldspiller.
Han har spillet for flere forskellige klubber i sin karriere, herunder Albirex Niigata og Omiya Ardija.